# Dondon
Dondon (em crioulo, Dondon), é uma comuna do Haiti, situada no departamento do Norte e no arrondissement de Saint-Raphaël. De acordo com o censo de 2003, sua população total é de 25.846 habitantes.